# Radoviš
Radoviš (makedonsky Радовиш) je město ve východní části Severní Makedonie. Patří k středně velkým městům; v roce 2002 mělo 16 223 obyvatel. Administrativně je součástí Jihovýchodního regionu a geograficky spadá do oblasti strumicko-radovišské kotliny, v údolí řeky Radoviška reka, která se vlévá do Strumice.

## Název
Název města je slovanského původu a je odvozen od ženského křestního jména Rada, obdobně jako některá další, např. Radovište. Podle jiné teorie je název města vlašského původu od slova Radu.

## Historie
První zmínka o městě pochází z roku 1019, kdy Byzantské říši vládl císař Basileios II. Historicky se v okolí Radoviše nacházel důl Bučim, kde se těžily dříve cenné kovy. V roce 1832 se tehdejší sídlo dostalo pod kontrolu Osmanské říše.
Turecký cestovatel Evlija Čelebi zde zaznamenal zhruba 400 patrových domů.
V roce 1862, když byl Radoviš pod tureckou nadvládou spolu s celou tehdejší Makedonií, navštívili město američtí misionáři. Ti si poznamenali, že se jedná o pěkně vypadající město převážně s tureckým (muslimským) obyvatelstvem.
Během balkánských válek bylo v Radoviši pohřbeno celkem 253 bulharských vojáků.
Během druhé světové války zde němečtí fašisté dne 22. října 1944 zapálili větší počet domů. Dne 6. listopadu 1944 bylo město osvobozeno od okupace. 
V letech 1968 až 1992 se v blízkosti Radoviše nacházel důl Damjan na železnou rudu.
V roce 1999 zde bylo dokončeno sportovní centrum s názvem Šampion. Radoviš je také v Severní Makedonii známý jako město sportu.

## Obyvatelstvo
Opština Radoviš, která zahrnuje kromě města dalších 35 sídel (většinou vesnic) měla v roce 2002 celkem 28 244 obyvatel. Obyvatelé Radoviše i okolí jsou většinou makedonské národnosti, přes tisíc lidí se ale hlásí k turecké menšině.

## Kultura
Mezi místní kulturní památky a zajímavosti patří např. kostel sv. Eliáše nebo svaté Trojice.

## Doprava
Městem prochází silnice celostátního významu č. M6.

## Známé osobnosti
- Chris Dafeff (1894–1984), kanadský houslista, sbormistr a učitel hudby
- Aco Karamanov, partyzán